# Национално малцинство
Национално малцинство е понятие, което към момента (2005 г.) няма общоприета дефиниция в международното право, а във вътрешното българско право няма легална дефиниция. Въпреки това, то се използва в различни международни документи, като рамковата конвенция на Съвета на Европа за защита на националните малцинства.

## Възникване
Понятието е възникнало след Първата световна война, когато държавните граници са прекарани в разрез с етническите. За да се намалят евентуалните протести, са дефинирани някакви права за тези малцинства които се е препоръчвало да се спазват.

## В Европейското право
(виж Малцинствата в Европейското право)
Въпросът „Що е национално малцинство“ е спорен и не съществува общоевропейска правна норма. Определения за „национално малцинство“ съществуват само в „препоръки“, но не и в закони. Тоест, за момента са валидни определенията по вътрешното право на страните – членки на ЕС.

### Документи на Парламентарната асамблея на Съвета на Европа
Освен дефинициите на Препоръка 1134 и Препоръка 1220 на ПАСЕ, както и информация за Рамковата конвенция на Съвета на Европа за защита на националните малцинства, дадени в тази статия, трябва да се отбележи, че на среща в Страсбург на 8 юни 2005 г. Европейският парламент излиза със становище, че „такава дефиниция се съдържа в препоръка 1201“, потвърждавайки критериите на Европейския съвет. Тази резолюция официализира дефиницията в рамките на Европейския съюз.

### Дефиниция в Препоръка 1134 на Съвета на Европа
В Препоръка 1134 (1990 г.) на Парламентарната асамблея на Съвета на Европа (ПАСЕ) се дава следното определение на понятието „национално малцинство“:
Обособена и утвърдена на територията на съответната страна група от хора, членовете, на която са граждани на държавата и проявяват отличителна религиозна, езикова, културна или друга характеристика, различаваща ги от мнозинството от населението.

### Дефиниция в Препоръка 1201 на Европейския парламент
Тя е част от Препоръка 1201 от 1 февруари 1993 г. на Европейския парламент, която изисква от страните членки на съвета да приемат проект за допълнителен протокол към Европейската конвенция за правата на човека (ЕКПЧ). Член първи на проекта за протокол съдържа обхватно определение, основано на предложеното през 1979 г. от проф. Франческо Капоторти в доклада му от името на подкомисия за малцинствата на ООН. Според препоръка 1201, за национално малцинство може да става дума при наличието на пет условия:
Понятието национално малцинство описва група от граждани на дадена държава, които:
а. Живеят постоянно на територията на държавата и са нейни граждани;
б. Имат стари, солидни и трайни връзки с държавата;
в. Притежават типични етнически, културни, религиозни или езикови характеристики;
г. Достатъчно репрезентативни са, бидейки по-малко от останалата част на популацията в страната или даден неин регион;
д. Проявяват обща воля и тенденции към запазване на общностната им идентичност, в частност културата, религията или езика.
На среща в Страсбург на 8 юни 2005 г. Европейският парламент излиза със становище, че „такава дефиниция се съдържа в препоръка 1201“, потвърждавайки критериите на Европейския съвет.

### Дефиниция 2 на Съвета на Европа
Виенската среща на най-високо равнище събира на 8 и 9 октомври 1993 г. държавните и правителствените ръководители на държавите членки на Съвета на Европа. И там става въпрос за националните малцинства. Подходът е доста по-ограничителен от този в Препоръка 1201. А именно:
„националните малцинства, които превратностите на историята са създали в Европа, трябва да бъдат защитавани и уважавани като принос към мира“

### Рамкова конвенция на Съвета на Европа за защита на националните малцинства
Тази конвенция е от 1 февруари 1995. Ратифицирана е от XXXVIII народно събрание със закон, приет на 18.02.1999 г. Тази конвенция не е общоевропейска, защото не е подписана от всички държави. Сред неподписалите са Франция, Белгия, а и нашите съседи Турция и Гърция. Тя не съдържа дефиниция на „малцинство“ или „национално малцинство“.
Все пак, към нея има Обяснителен доклад В точка 4 на този доклад се казва,
„че не съществува консенсус относно тълкуването на термина „национални малцинства“.“ В точка 12 изрично се подчертава: „рамковата Конвенция не съдържа определение на понятието „национално малцинство““
В точка 5 обаче е записано, основанието за създаване на Рамковата конвенция:
„Решаващата стъпка бе предприета, когато държавните и правителствените ръководители на държавите членки на Съвета на Европа се събраха на Виенската среща на най-високо равнище на 8 и 9 октомври 1993 г. Там те се съгласиха, че националните малцинства, които превратностите на историята са създали в Европа, трябва да бъдат защитавани и уважавани като принос към мира и стабилността.“
Видно е, че в решението за създаването на тази конвенция се визират точно исторически създадениете национални малцинства, а не кои да са етнически и/или религиозни малцинства.

## В българското право
Легална дефиниция (законововалидно определение) на „национално малцинство“ в българското право няма. Български закон не дефинира това понятие, подписаната от България „Рамкова конвенция на Съвета на Европа за защита на националните малцинства“ (виж по-горе) също не дефинира понятието.

### Конситуционен съд на Република България и „националните малцинства“
В свое решение по искане да се обявят за противоконституционни членове 7, 8, 9, 10 и 11 от Рамковата конвенция за защита на националните малцинства, както и конвенцията като цяло, Конституционният съд констатира, че действително в българското и международното право липсва юридически задължително, обвързващо Република България, определение на термина „национални малцинства“, както и че Конвенцията не дава определение на термина „национално малцинство“.
Въпреки това, Конституционният съд, обяснява в т. 7 от своето решение, някои от елементите на „националните малцинства“. В нея се казва:
В самата Конвенция определение на термина „национални малцинства“ не е дадено. Като „най-важни елементи“ на идентичността на лицата, принадлежащи към национални малцинства, чл. 5, ал. 1 от Конвенцията сочи религията, езика, традициите и културното наследство, но това не е счетено за достатъчно за изработването на определение.
Видно е, че тези елементи са отчетени в решението на Конституционния съд.
Освен това, в т. 8, Конституционният съд обяснява как да се извлече определение на термина „национално малцинство“:
Определение на термина „национални малцинства“ за нуждите на Конвенцията не може да бъде извлечено и от други международни актове, например чл. 27 МПГПП и Декларацията на Общото събрание на ООН за правата на лицата, принадлежащи към национални или етнически, религиозни и езикови малцинства от 18 декември 1992 г. Позоваването на тези актове в Преамбюла на Конвенцията „не се отнася до каквото и да било определение за национално малцинство“ – т. 26 от Обяснителния доклад.
От тази точка също така става ясно, че самата Конвенция не дава определение на „национално малцинство“.
Конституционният съд, в т. 11 отбелязва, че този термин не е чужд на българското законодателство:
От друга страна, следва да се отбележи, че терминът „национално малцинство“ не е чужд на българското право. В конституционноправната ни традиция този термин е употребен в чл. 79, ал. 1, изр. 2 от Конституцията на Народна република България (ДВ, бр. 284 от 1947 г.). Разпоредбата гласи, че „Националните малцинства имат право да се учат на своя майчин език и да развиват националната си култура, като изучаването на български език е задължително“.

#### Международен пакт за гражданските и политическите права
Според Конституционния съд, определение на „национално малцинство“ може да бъде извлечено от чл. 27 на МПГПП:
В държави, в които съществуват етнически, религиозни или езикови малцинства, лицата, принадлежащи към тези малцинства, не могат да бъдат лишавани от правото да имат съвместно с другите членове на своята група собствен културен живот, да изповядват и практикуват собствената си религия или да си служат с родния си език.
В Конституцията на Република България се казва:
Чл. 6. (1) Всички хора се раждат свободни и равни по достойнство и права.
(2) Всички граждани са равни пред закона. Не се допускат никакви ограничения на правата или привилегии, основани на раса, народност, етническа принадлежност, пол, произход, религия, образование, убеждения, политическа принадлежност, лично и обществено положение или имуществено състояние.
По въпроса е питан Конституцонния съд и той е излязъл с решение. По-точно, искано е да се обяват за противоконституционни членове 7, 8, 9, 10 и 11 от Рамковата конвенция за защита на националните малцинства, както и конвенцията изцяло. Решението е, че те съответстват на Конституцията на Република България. В мотивите на решението се казва:
„7. Съдът констатира, че действително в българското и международното право липсва юридически задължително, обвързващо Република България, определение на термина „национални малцинства“ (national minorities, minorites nationales). В самата Конвенция определение на термина „национални малцинства“ не е дадено. ...“
и:
„9. Съдът приема, че волята на договарящите държави на този етап на международноправна уредба е да предостави определянето на съдържанието на термина „национални малцинства“ на преценката на всяка договаряща държава“ (Край на цитатите)
Според мотивите към решението, термин „национално малцинство“ съществува в българското право, той е въведен (инкорпориран) в него с подписването на ЕКПЧ, намира се в нейния чл.14. Но, в т. т.11 на своето решение КС подчертава: „Терминът „национално малцинство“ е конвенционен термин.“ т.е. – не е правен, с ясна легална дефиниция и оттам обхват на прилагане.
България все-още не е определила съдържанието на термина „национални малцинства“ във вътрешното си право. Тоест, дефакто политиката ни е като френската – съгласни сме с рамковата конвенция, в които държави има национални малцинства, да я прилагат.

## Български национални малцинства в чужбина
Български малцинства в чужбина може да се формират вследствие на предаването на населена с българи територия на съседни страни, както и на емиграцията на големи групи българи поради политически, икономически или други причини.

### Румъния
В Румъния българското национално малцинство получава субсидии от държавния бюджет за свои издания, има правото на ефирно време в държавните електронни медии, и излъчва един свой представител като депутат в долната камара на парламента.

### Украйна
Според информация от посолството на Украйна в България, на територията на Украйна компактно живее българското малцинство (204 574 хиляди души – съгласно преписа на населението от 2001 година), което е концентрирано предимно в Одеска и Запорожка област. През пролетта на 1944 г. на територията на Крим живеят 12 075 българи, които същата година са изселени от там насилствено в Урал, Средна Азия и Сибир при сурови условия за живот с решение на Сталин и Берия. Повечето от тях никога не се завръщат по родните си места. През септември 2017 г. в Украйна се приема закон, който отнема правото на малцинствата да се обучават на майчиния си език след завършването на V клас. В българското училище в Украйна до IV клас обучението е на български език, а украинският се изучава като предмет; след това става обратно.

### Унгария
Българската общност в Унгария е призната за национално малцинство, съгласно приетия през 1993 г. Закон за правата на националните и етническите малцинства. В нея има между 2000 и 7000 българи – според различните автори и в зависимост от методиката на преброяване, главно в големите градове. Общността се формира в края на XIX и началото на XX век, когато в Унгария масово се заселват български градинари. На тях се дължи заслугата за положителното отношение на унгарците към понятието „български градинар“ като пример за организацията на този вид работа. На 14.7.1914 г. е създадено Дружество на българите в Унгария. То работи за общественото, религиозно и културно самоустройство на българите в Унгария, в резултат на което са създадени редица основни институции и формирования, както и периодични издания:
- Православна църковна община, параклис и църква „Св. св. Кирил и Методий“ в Будапеща;
- Българско републиканско самоуправление, столично самоуправление и районни самоуправления в осем района на Будапеща, местни самоуправления в Дебрецен, Мишколц, Пейч, Халастелек и Сигетсентмиклош;
- Българско училище „Христо Ботев“ в Будапеща (от 1917 г.), днес с 12-класно българо-унгарско езиково обучение и над 100 деца, има филиали и в съседни селища. неделното училище е част от унгарската образователна система. Задължителни предмети са „Български език и литература“ и „Народознание“.
- Български училища в Мишколц и Пейч;
- Изследователски институт за българите в Унгария;
- Българско народно читалище „Иван Вазов“ в Будапеща;
- Български културен дом в Будапеща;
- Дружество за българска култура в Унгария „Български културен форум“;
- Фондации: „Про култура булгарика“ и „Про скола булгарика“;
- Българско младежко дружество;
- Танцов състав за български танци „Мартеница“;
- Театър;
- Галерия;
- Списание „Маджаро-български преглед“ – от 1915 г., на български и унгарски език с различно съдържание;
- Вестник „България“ – от 1940 г.;
- Сп. „Хемус“ (Haemus) – тримесечно издание на български и унгарски език, от 1992 г.;
- „Български вестник“ – месечно издание на български език, от 1996 г.;
- „Български културен форум“ – тримесечно издание на български и унгарски език на едноименното дружество за българска култура в Унгария от 2000 г.
- Издания на институциите на общността.

Държавата осигурява културна автономия на малцинствата. Младите българите от новата имиграция са добре поставени и устроени.

### Албания
Българското национално малцинство в страната наброява между 60 000 и 170 000 души според различни източници. През февруари 2017 г. Европейският парламент приема резолюцията за Албания, която потвърждава правата на българското население в Мала Преспа, Голо Бърдо и Гора. В нея се препоръчва „българското малцинство да бъде признато в албанското законодателството на страната и да му бъдат гарантирани права на практика“. Албанското правителството обаче подготвя законопроект, в който обаче не се споменава за наличието на българско малцинство в страната, а за сръбско, черногорско, босненско, македонско, гръцко, влашко, и египетско малцинство. Македонското дружество „Илинден“ в Тирана заявява, че в Албания „нито е имало, нито има българи“. След сериозни протести и много усилия от българска страна, на 14.10.2017 г. албанският парламент с бурни дебати приема закон за националните малцинства, в който са записани 9 такива, сред които и българското.